# A-392
La A-392 es una autovía perteneciente a la Red Autonómica de Carreteras de Andalucía que une las localidades de Dos Hermanas y Alcalá de Guadaíra. 
Esta autovía, además de estas dos localidades, enlaza con la A-376 permitiendo ir a Sevilla o a Utrera, además de conectar a través de esta otra autovía con la SE-40 a 1 km aproximado al tomar dicha autovía en dirección Sevilla. También tiene conexión con la A-8033 que la enlaza con la A-92. 
Antes del cambio de denominación de las carreteras autonómicas de la provincia de Sevilla la denominación era A-392 desde Dos Hermanas hasta Carmona, siendo su anterior denominación Carretera Dos Hermanas-Carmona. Ahora está dividida en el tramo actual y la carretera A-398 que va hasta Carmona.
En 2010 comenzaron las obras del desdoble de la vía, que finalizaron en diciembre de 2019, casi diez años después.

## Tramos
| Denominación | Tramo                                      | Año servicio | km  |
| ------------ | ------------------------------------------ | ------------ | --- |
| A-392        | Dos Hermanas-Hospital de El Tomillar       | 2019         | 1   |
| A-392        | Hospital de El Tomillar-Alcalá de Guadaíra | 2019         | 5,1 |

## Recorrido
| Velocidad | Esquema | Sentido Alcalá (descendente)                                 | Sentido Dos Hermanas (ascendente)                                             | Carretera     | Notas                                                          |
| --------- | ------- | ------------------------------------------------------------ | ----------------------------------------------------------------------------- | ------------- | -------------------------------------------------------------- |
|           |         | Inicio de la Autovía Alcalá de Guadaíra A-376 Sevilla-Utrera | Dos Hermanas: Ronda de Circunvalación "Adolfo Suarez" Av. 28 de Febrero       |               |                                                                |
|           |         | Dos Hermanas: Calle Maestro Pedrera                          | Dos Hermanas: Vereda del rayo                                                 |               |                                                                |
|           |         | Vía de Servicio Hospital El Tomillar                         | Vía de Servicio                                                               |               |                                                                |
|           |         | Vía de Servicio A-376 Sevilla-Utrera                         | Vía de Servicio A-376 Sevilla-Utrera                                          | A-376         |                                                                |
|           |         | Vía de Servicio                                              | Vía de Servicio                                                               |               |                                                                |
|           |         | Vía de Servicio                                              | Vía de Servicio A-8027 Alcalá de Guadaíra (oeste) A-8033 A-92 Sevilla Carmona | A-8027 A-8033 |                                                                |
|           |         | Vía de Servicio A-392 Alcalá de Guadaíra Av. Dos Hermanas    | A-392 Dos Hermanas A-376 Sevilla-Utrera                                       | A-392         | Transformación en carretera hasta integración en núcleo urbano |

- Datos: Q5653326